# Grammopelta cervina
Grammopelta cervina is een vlinder uit de familie van de nachtpauwogen (Saturniidae). De wetenschappelijke naam van de soort is voor het eerst geldig gepubliceerd in 1907 door Lionel Walter Rothschild